# 耶路撒冷中央巴士总站

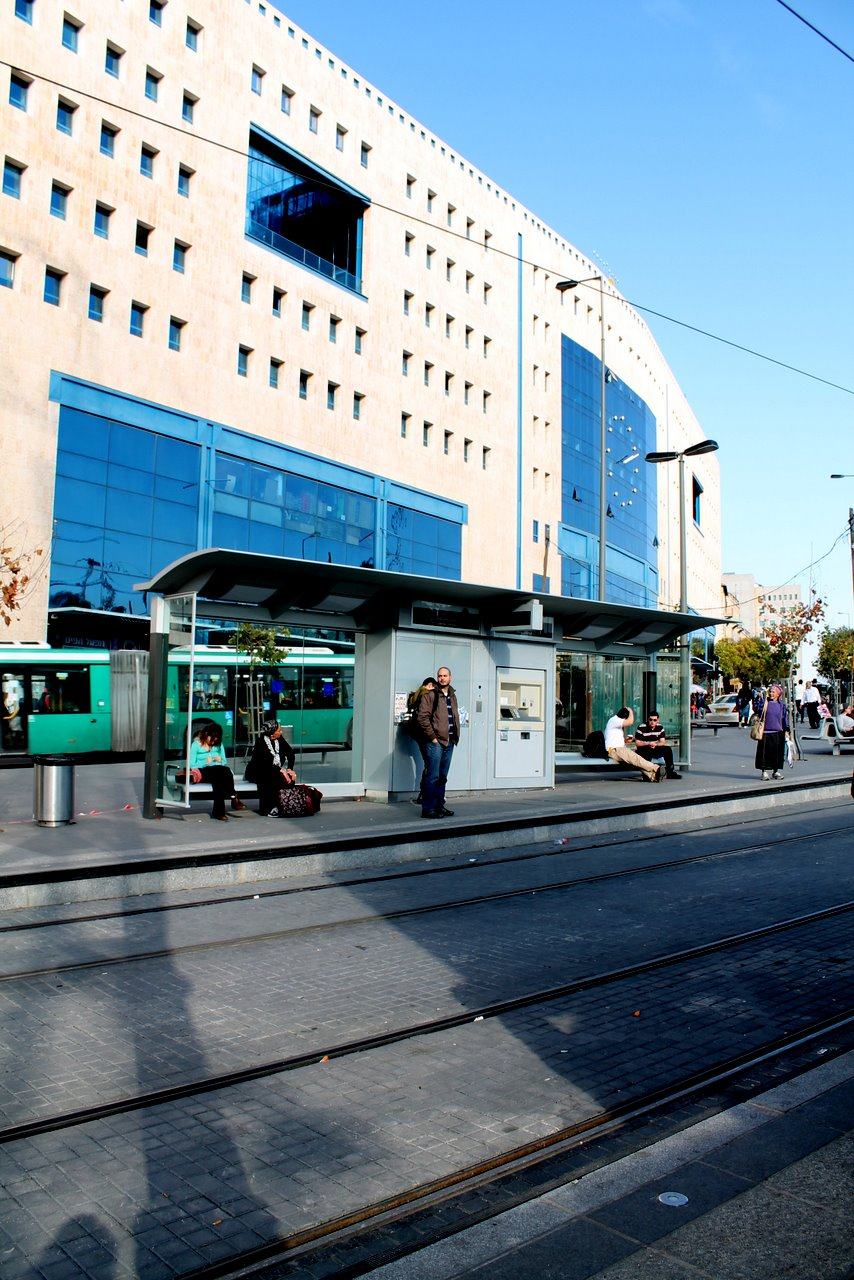
耶路撒冷中央巴士总站

耶路撒冷中央巴士总站（希伯來語：‎，HaTahanah HaMerkazit Shel Yerushalayim）是以色列耶路撒冷主要的汽车始发站，也是全以色列最繁忙的汽车站之一。它位于雅法路，由艾格德巴士公司（Egged）、Superbus巴士公司 和但巴士公司经营城际汽车线路。穿过地下人行通道到雅法路对面，可转乘市内公交和轻轨列车。

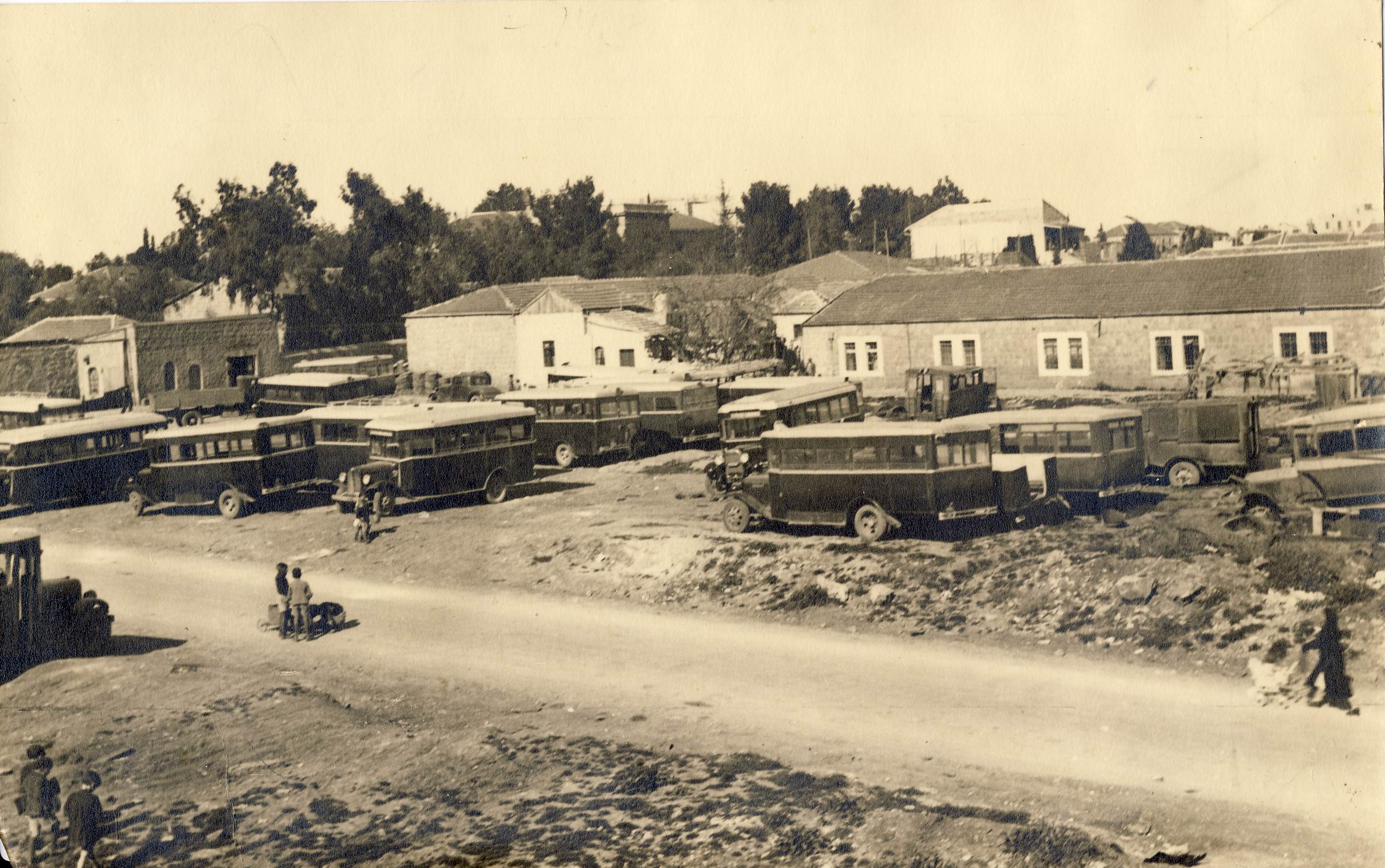
1930年代的中央巴士总站
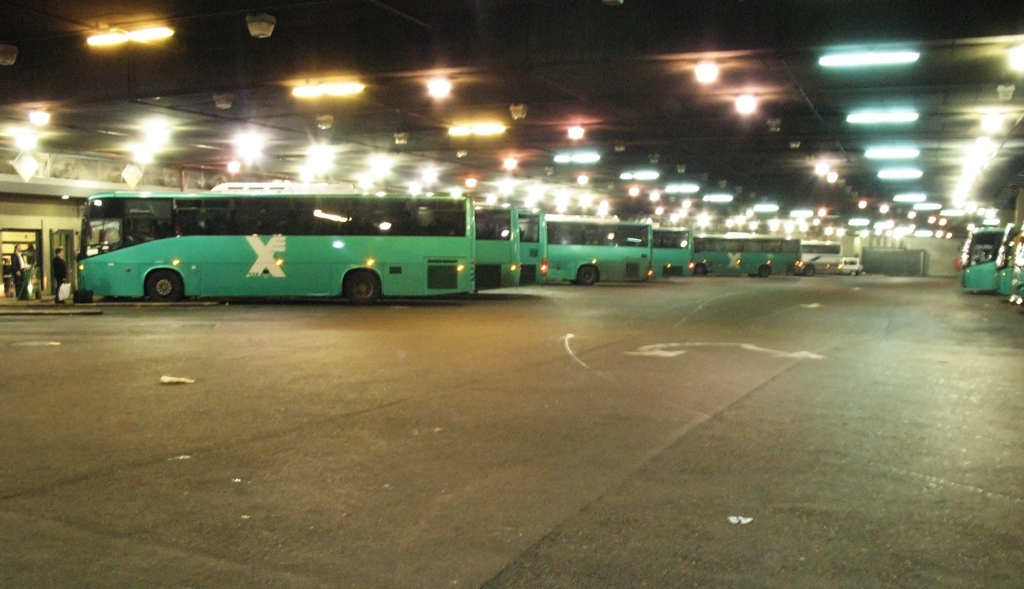
三楼内部
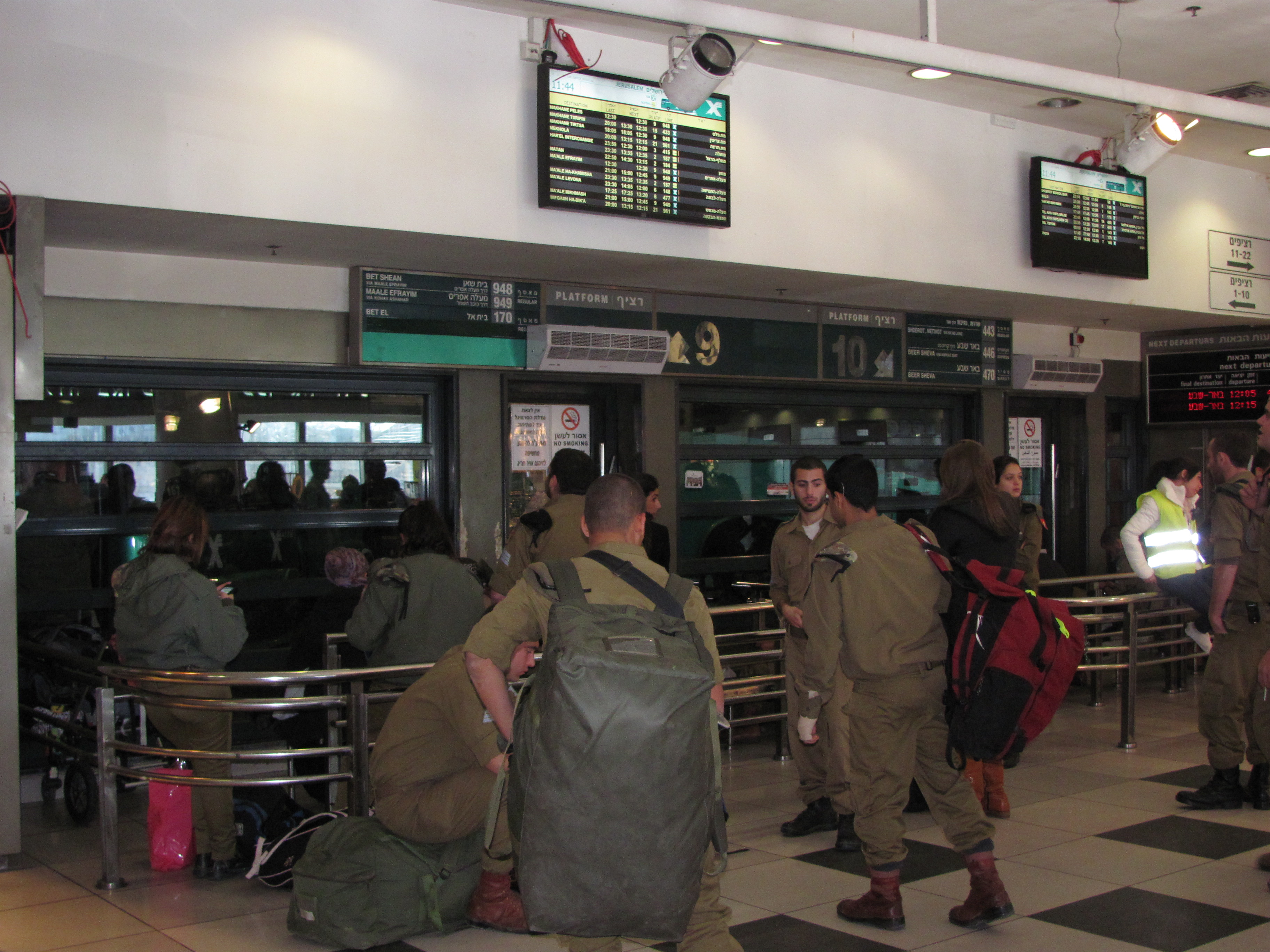
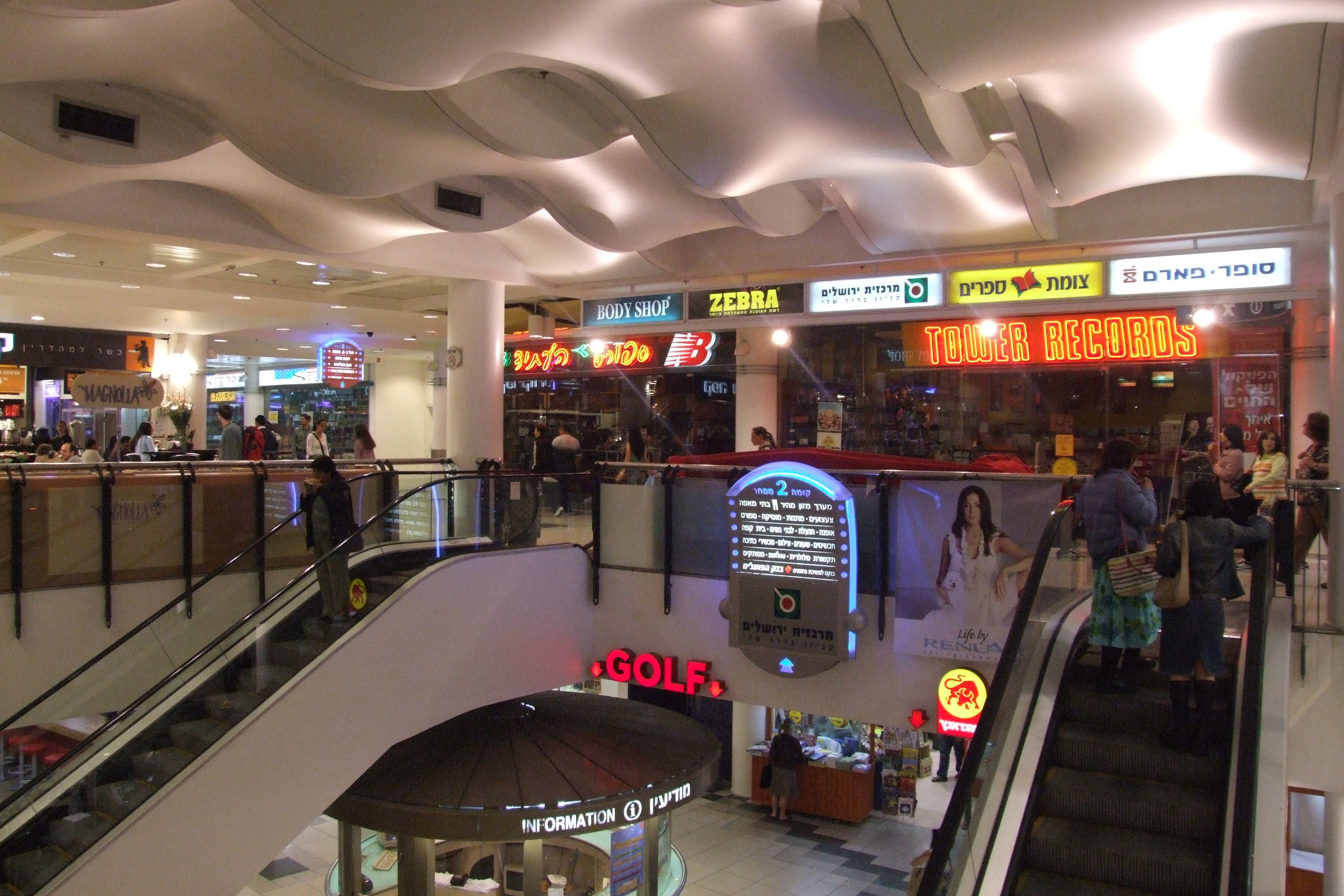
购物区